# Льоренка
Льоренка (пол. Lorenka, нім. Lerchenfeld) — село в Польщі, у гміні Сьрода-Велькопольська Сьредського повіту Великопольського воєводства.
У 1975-1998 роках село належало до Познанського воєводства.